# Говер (Міссурі)
Говер (англ. Gower) — місто (англ. city) в США, в округах Клінтон і Б'юкенан штату Міссурі. Населення — 1533 особи (2020).

## Географія
Говер розташований за координатами 39°37′1″ пн. ш. 94°35′29″ зх. д. / 39.61694° пн. ш. 94.59139° зх. д. (39.617010, -94.591369).  За даними Бюро перепису населення США в 2010 році місто мало площу 2,60 км², з яких 2,60 км² — суходіл та 0,00 км² — водойми.

## Демографія
Згідно з переписом 2010 року, у місті мешкало 1526 осіб у 561 домогосподарстві у складі 408 родин. Густота населення становила 587 осіб/км².  Було 598 помешкань (230/км²).
Расовий склад населення:
| - 98,4 % — білих - 0,4 % — чорних або афроамериканців - 0,2 % — азіатів - 0,1 % — корінних американців |

До двох чи більше рас належало 1,0 %. Частка іспаномовних становила 0,4 % від усіх жителів.
За віковим діапазоном населення розподілялося таким чином: 26,5 % — особи молодші 18 років, 57,2 % — особи у віці 18—64 років, 16,3 % — особи у віці 65 років та старші. Медіана віку мешканця становила 37,9 року. На 100 осіб жіночої статі у місті припадало 92,7 чоловіків;  на 100 жінок у віці від 18 років та старших — 86,2 чоловіків також старших 18 років.
Середній дохід на одне домашнє господарство  становив 66 548 доларів США (медіана — 62 784), а середній дохід на одну сім'ю — 74 004 долари (медіана — 71 125). Медіана доходів становила 51 875 доларів для чоловіків та 34 474 долари для жінок. За межею бідності перебувало 7,9 % осіб, у тому числі 8,0 % дітей у віці до 18 років та 7,8 % осіб у віці 65 років та старших.
Цивільне працевлаштоване населення становило 717 осіб. Основні галузі зайнятості: освіта, охорона здоров'я та соціальна допомога — 25,5 %, транспорт — 11,0 %, виробництво — 10,7 %.